# The Lost Chords find Paolo Fresu
Ne doit pas être confondu avec The Lost Chord ou The Lost Chords.
Albums de Carla Bley
Appearing Nightly
(2006) Carla's Christmas Carols
(2009)
The Lost Chords find Paolo Fresu est un album de la pianiste et compositrice de jazz américaine Carla Bley sorti en 2007 chez Watt/ECM.
Le trompettiste et bugliste italien Paolo Fresu se joint à la formation présente sur The Lost Chords, paru en 2004.

## À propos de l'album
Carla Bley joue avec Steve Swallow depuis le début des années 1980 (Live!, 1982). En 1989, le saxophoniste britannique Andy Sheppard se joint au groupe de la pianiste et compositrice pour Fleur carnivore, en big band. Les trois musiciens enregistrent Songs with Legs, un premier album en trio en 1995. Le batteur Billy Drummond (en) les rejoint pour former le quartet que l'on entend sur The Lost Chords en 2004.
Sheppard propose à Bley d'intégrer dans le groupe le trompettiste italien Paolo Fresu, avec lequel il voulait jouer. Quand le trompettiste accepte, Bley se rend compte qu'elle ne connaît pas du tout sa musique, et commence à écouter tous ses albums. L'association du son brut du ténor avec l'approche riche et texturée de Fresu est une des réussites de l'album.
Le livret de l'album fait avec humour le récit la quête de The Lost Chords à la recherche de Fresu, de Bogota à Rome en passant par Guatemala, Paris et Naples,.

## À propos des morceaux

### The Banana Quintet
Bley écrit une suite pour le quintet avec Fresu dans lequel le nombre cinq se retrouve à de nombreuses reprises : sections de cing mesures, accords de quinte, mesures à cinq temps… En cherchant un titre à cette suite qui puisse faire référence au cinq, Steve Swallow, le compagnon de Bley, évoque les cinq doigts de la main. Bley pense aussitôt à l'expression « a hand of bananas » (« un régime de bananes »). Elle décide d'appeler sa suite The Banana Quintet, sur le modèle du « Trout Quintet » (le quintette « la truite ») de Schubert. Une fois l'œuvre finie, elle se retrouve avec six sections, elle décide d'appeler la dernière One Banana More pour garder la suite centrée sur le chiffre cinq.
One Banana est une des plus belles ballades de Bley avec Útviklingssang (Social Studies, 1981). Elle débute un jeu de « call and response » entre Fresu et Sheppard.
Two Banana, Three Banana et Four s'inspirent du blues. Dans Four, on trouve une citation de la ligne de basse de I Want You (She's So Heavy) des Beatles,, sur laquelle Billy Drummond (en) fait un solo intense.
Five Banana est construit sur un rythme latin, et présente la combinaison la plus complexe de cinq temps et de cycles de cinq mesures. On y retrouve un des thèmes de One Banana.
One Banana More est une coda brève sans improvisation.

### Liver of Life
Liver of Life (« Viveur de vie ») est la première pièce que Bley a écrite pour deux cuivres. Elle avait le titre en réserve depuis quelque temps, il lui semblait bien correspondre aux personnalités de Fresu et Sheppard.

### Death Of Superman/Dream Sequence #1 - Flying
L'Instabile Orchestra avait commandé une pièce à Bley, qu'elle a commencé à écrire avant que le projet ne tombe à l'eau. La suite est intitulée Death Of Superman, et s'inspire de la vie de Christopher Reeve, qui a incarné le superhéros au cinéma,. Une des sections a été arrangée pour big band (Someone to Watch), la séquence de rêve est ici adaptée pour le quintet. La mélodie est exposée par Steve Swallow dans le registre aigu de sa guitare basse.

### Ad Infinitum
Cette pièce figure également sur les albums Dinner Music (1977) et Go Together (1993).

## Réception critique
Pour Thomas Conrad (JazzTimes), il s'agit du « meilleur album depuis des années pour chacun d'eux [Bley et Fresu] ». Thom Jurek (AllMusic) considère que cet album surpasse le pourtant très réussi The Lost Chords, et est probablement le meilleur album en petit ensemble de Bley, en accord avec John Kelman (All About Jazz), qui salue également l'élégance des compositions de Bley. John Fordham (The Guardian) salue le talent des improvisateurs. Tyran Grillo classe l'album dans les trois meilleurs publiés sur Watt Records par Bley et Swallow.
Ben Ratliff, dans The New York Times, écrit que Sheppard et Fresu « sonnent très bien ensemble, enchevêtrant leurs phrases et leurs improvisations, créant d'élégantes couleurs. […] [C'est un disque] serein, courtois et plein de secrets ». Pour Martin Longley (BBC), « l'ensemble a un son plus vaste que la plupart des quintets : Bley insinue du vocabulaire issu du big band pour créer de vastes paysages picturaux », ce que note aussi S. Victor Aaron dans sa critiique élogieuse.
Manfred Papst, dans la Neue Zürcher Zeitung am Sonntag écrit : « [Carla Bley] sait nous surprendre à chaque album… Encore une fois ici s'entremêlent intimité et douce ironie, technique et grâce sublimes, tradition et innovation décontractée ».

## Pistes
Toute la musique est composée par Carla Bley.
| No | Titre                                        | Durée |
| -- | -------------------------------------------- | ----- |
| 1. | The Banana Quintet I. One Banana             | 8:31  |
| 2. | The Banana Quintet II. Two Banana            | 6:37  |
| 3. | The Banana Quintet III. Three Banana         | 3:50  |
| 4. | The Banana Quintet IV. Four                  | 4:51  |
| 5. | The Banana Quintet V. Five Banana            | 7:51  |
| 6. | The Banana Quintet VI. One Banana More       | 1:23  |
| 7. | Liver of Life                                | 7:13  |
| 8. | Death Of Superman/Dream Sequence #1 - Flying | 7:50  |
| 9. | Ad Infinitum                                 | 7:42  |

## Musiciens
- Paolo Fresu : trompette, bugle
- Andy Sheppard : saxophone soprano et ténor
- Carla Bley : piano
- Steve Swallow : guitare basse
- Billy Drummond (en) : batterie